# Ramachandran Ramesh
Ramachandran Ramesh (nascut a Chennai el 20 d'abril del 1976) és un jugador d'escacs indi que té el títol de Gran Mestre des de 2003. Ramesh està casat amb la WGM Aarthie Ramaswamy. Són la primera parella de Grans Mestres de l'Índia.
A la llista d'Elo de la FIDE del gener de 2016, hi tenia un Elo de 2464 punts, cosa que en feia el jugador número 38 (en actiu) de l'Índia. El seu màxim Elo va ser de 2507 punts, a la llista de l'abril de 2006 (posició 630 al rànquing mundial).

## Resultats destacats en competició
El 2002 va guanyar el Campionat de la Gran Bretanya i el 2007 el Campionat d'escacs de la Commonwealth.
El 2008 va fundar el Chess Gurukul, una acadèmia d'escacs a Chennai per entrenar joves jugadors aspirants. De Chess Gurukul han sortit molts escaquistes indis campions internacionals, entre els quals Aravind Chithambaram.
Ramesh va assolir la fama amb els seus excel·lents comentaris al Campionat del món de 2013 entre Anand i Carlsen, on va ser comentarista oficial juntament a la Gran Metre Susan Polgar.